# 韦庆兰
韦庆兰（1974年10月—），广东连山人，壮族，无党派人士。中华人民共和国政治人物、第十三届全国人民代表大会广东地区代表。
曾担任连山壮族瑶族自治县小三江镇中和电站运行工。2018年2月24日，当选为第十三届全国人大代表。